# Cantone di Saint-Valery-sur-Somme
Il Cantone di Saint-Valery-sur-Somme era una divisione amministrativa dell'arrondissement di Abbeville.
È stato soppresso a seguito della riforma complessiva dei cantoni del 2014, che è entrata in vigore con le elezioni dipartimentali del 2015.
Comprendeva i comuni di:
- Arrest
- Boismont
- Brutelles
- Cayeux-sur-Mer
- Estrébœuf
- Franleu
- Lanchères
- Mons-Boubert
- Pendé
- Saigneville
- Saint-Blimont
- Saint-Valery-sur-Somme